# Jean Lhoste
Pour les articles homonymes, voir Lhoste.
Jean Lhoste est un entomologiste français, né le 19 septembre 1913 à Charenton-le-Pont et mort le 1er décembre 2010 à Issy-les-Moulineaux.

## Biographie
Il découvre très jeune les insectes auprès de son père. Il étudie à Paris et rencontre, durant ses études secondaires les entomologistes René Gabriel Jeannel (1879-1965), Eugène Séguy (1890-1985) et Lucien Berland (1888-1962). Jean Lhoste entre au laboratoire d’entomologie du Muséum national d'histoire naturelle en 1932.
Il poursuit ses études et étudie auprès de Charles Pérez (1873-1952), Lucien Plantefol (1891-1983), Louis Florimond Blaringhem (1878-1958) ou Roger Jean Gautheret (1910-1997). Il enseigne à Lens durant la Seconde Guerre mondiale avant de se réfugier à Bordeaux.
Il revient à Paris et, après avoir brièvement étudié l’hépatopancréas des escargots, Lhoste devient attaché au CNRS, au laboratoire de la Sorbonne dirigée par Raoul Michel May (1900-). Il y étudie la biologie, l’histologie et l’histophysiologie des insectes et notamment du perce-oreille, Forficula auricularia.
Paul Vayssière (1889-1984) lui offre la direction d’un laboratoire dans une entreprise chimique de Saint-Denis. À côté de ses recherches appliquées, il continue d’étudier les insectes à la Sorbonne. Il enseigne également dans plusieurs institutions (dont l’Orstom) et des universités.
J. Lhoste est membre de diverses sociétés savantes dont l’Académie d'agriculture en 1930. Il est l’auteur de plus de 350 publications.

## Liste partielle des publications
- 1979 : Des Insectes et des Hommes, Fayard (Paris) : 280 p.  (ISBN 2-213-00710-1)
- 1987 : Les Entomologistes français. 1750-1950, INRA Éditions et OPIE : 351 p.
- Avec Jacques Ponchet, 1994 : Histoire de la phytopathologie et des artisans de son évolution en France, OPIE : 343 p.